# Presidente Dutra (ort)
Presidente Dutra är en ort i Brasilien.   Den ligger i kommunen Presidente Dutra och delstaten Maranhão, i den östra delen av landet, 1 200 km norr om huvudstaden Brasília. Presidente Dutra ligger 108 meter över havet och antalet invånare är 30 330.
Terrängen runt Presidente Dutra är platt. Presidente Dutra är det största samhället i trakten.
Omgivningarna runt Presidente Dutra är huvudsakligen savann. Runt Presidente Dutra är det ganska tätbefolkat, med 52 invånare per kvadratkilometer.